# Лещидул-Подвельонткі
Лещидул-Подвельонткі (пол. Leszczydół-Podwielątki) — село в Польщі, у гміні Вишкув Вишковського повіту Мазовецького воєводства.
Населення — 258 осіб (2011).
У 1975-1998 роках село належало до Остроленцького воєводства.

## Демографія
Демографічна структура станом на 31 березня 2011 року:
|          | Загалом | Допрацездатний вік | Працездатний вік | Постпрацездатний вік |
| -------- | ------- | ------------------ | ---------------- | -------------------- |
| Чоловіки | 131     | 32                 | 87               | 12                   |
| Жінки    | 127     | 29                 | 70               | 28                   |
| Разом    | 258     | 61                 | 157              | 40                   |